# Heywood-Gletscher
Der Heywood-Gletscher ist ein rund 18 km langer und bis zu 3 km breiter Gletscher an der Black-Küste des Palmerlands auf der Antarktischen Halbinsel. Er fließt von der Wegener Range in nördlicher Richtung zum Maury-Gletscher, den er westlich des Heezen-Gletschers erreicht.
Das UK Antarctic Place-Names Committee benannte ihn 2020 nach der britischen Ozeanographin Karen Heywood (* 1961) von der University of East Anglia, Leiterin von sechs ozeanographischen Antarktiskampagnen seit 1995 unter anderem zur Pine Island Bay, ins Weddell-Meer und in die Scotiasee.